# 大道慈悲济世党
大道慈悲济世党是中華民國已不存在的小政黨之一。主席為王永慶（原名王崇任），曾獲提名申請為該黨總統候選人，另有推舉原中國國民黨第四屆高雄市長初選候選人、高雄縣市屏東同鄉會會長趙連出為副總統候選人。曾派員參與中華民國第七屆立法委員選舉，包括台北市第七選區（台北市南松山及信義區）陳源奇、高雄市第五選區（高雄市前鎮區及小港區）趙連出、台中市三選區王名江、苗栗縣二選區賴金明、南投縣二選區陳翠容、雲林縣二選區陳昆煌、花蓮縣選區何智弘、澎湖縣選區黃中陽，並推出不分區立委候選人，但中選會因法律規定取消其不分區參選資格。而2008年1月12日區域立委選舉的選舉結果則是全軍覆沒。
其中主席王崇任之妻、南投縣二選區候選人陳翠容為增知名度，在選舉間更將九歲兒子申請更名為「陳水扁」（與中華民國總統陳水扁同名）。
2008年1月1日，該黨主席王崇任及立委候選人賴金明因為涉嫌賄選，遭到傳訊並交保。2008年1月11日，該黨控告中選會主委張政雄及秘書長鄧天佑違反選罷法，將該黨不分區的保證金新台幣60萬元延遲歸還該黨，以致於該黨選舉經費不足，影響選舉結果。
2020年4月29日，內政部公告因未依《政黨法》補正完成，廢止大道慈悲濟世黨的備案。